# 김두만 (1884년)
김두만(金斗萬, 1884년 4월 22일 ~ 1942년 2월 15일)은 일제강점기의 독립운동가이다.

## 생애

### 일생
본관은 충주(忠州)이고 아호(雅號)는 수봉(秀峰)이며 평안도 의주에서 출생하였고 지난날 한때 평안북도 용천에서 잠시 유아기를 보낸 적이 있으며 대한제국 순종 임금 치세 시절에 잠시 대한제국 하급 관료 직책을 지낸 전력이 있다.
1919년 4월 2일에 자신의 향리인 평안북도 의주군 수진면에서 3·1 운동을 주도한 적이 있는 그는 이후 만주(滿洲)로 망명하여 대한민국 임시정부 통신국 설치에 참여하였고 이후 평안북도 강변 8군(平安北道 江邊 八郡) 연통제의 교통국장(交通局長)으로 통신 임무를 맡았다. 이듬해 1920년에는 대한청년단연합회(大韓靑年團聯合會) 교제부장과 임시정부 평안북도 독판부 교통국장 등을 두루 지내며 독립운동에 주력하였다. 같은 해 1920년 2월, 임시정부 외무부 교제과 과장으로 임명되었다. 1922년에는 김구 등과 같이 대한노병회 기초의원으로 임시정부를 외각에서 지원하고 독립군 양성과 군비조달 활동을 하였다.
이후 1924년 대한노병회 광복군 참리부(大韓勞兵會 光復軍 參理部)의 외무과장(外務科長)에 보임되었으나 1926년 3월 10일을 기하여 그는 회비 미납부 회원으로서 대한노병회에 제명 조치 처분되었다.
1926년 이후 건강악화로 독립운동에서 은퇴한 후 가택연금 상태로 폐결핵 장기 치료 중 신의주 자택에서 1942년 병사하였다.

### 사후
1963년 대한민국 건국훈장 독립장이 추서되었다.

## 같이 보기
- 조기봉
- 조기담